# Efeito Mikheyev-Smirnov-Wolfenstein
O efeito Mikheyev–Smirnov–Wolfenstein é um processo na física de partículas que pode modificar a oscilação de neutrinos em matéria.